# Tịnh Biên (thị trấn)
Tịnh Biên is een thị trấn in het Vietnamese district Thoại Sơn in de provincie An Giang. Tịnh Biên ligt in de Mekong-delta.